# Prvenstvo Dalmacije u nogometu 1912.
Drugo prvenstvo pokrajine Dalmacije u nogometu (talijanski: Secondo gara di campionato regionale dalmata pel giuoco della palla al calcio) bilo je drugo nogometno prvenstvo dalmatinskih Talijana. Prvenstvo je organiziralo Societa ginnastica iz Zadra. Održano je 8. i 9. travnja 1912. u Zadru, na livadi Demetrija Medovića. 

## Sudionici
- Societa Bersaglieri, Borgo Erizzo – Arbanasi
- Societa ginnastica e scherma – Split
- Societa ginnastica – Zadar

## Momčadi
Societa Bersaglieri, Borgo Erizzo
- S. Covach, A. Marušić, G. Petani, R. Marsan, P. Marušić, N. Marušić, C. Mussapp, V. Marušić, A. Mussapp, M. Marsan

Societa ginnastica e scherma
- Oskar Maier, M. Forbicetta, C. Polli, G. Riboli, A. Guina, G. Montiglia, G. Busić, A. Bortolazzi, A. Chiemelewski, G. Ševeljević, A. Bonavia

Societa ginnastica
- F. Dominis, A. Polli, I. Lorenzini, G. Zohar, G. Rolli, E. Jarabek, A. Rolli, R. Zohar, A. Denaro, A. Toniatti, N. Filippi, Ghirin

## Utakmice
8. travnja 1912.
- Societa Bersaglieri, Borgo Erizzo – Societa ginnastica e scherma 1:0

9. travnja 1912.
- Societa ginnastica – Societa Bersaglieri, Borgo Erizzo 2:1
- Societa ginnastica – Societa ginnastica e scherma 1:1

Societa ginnastica je prvak.